# Zbigniew Wojterkowski

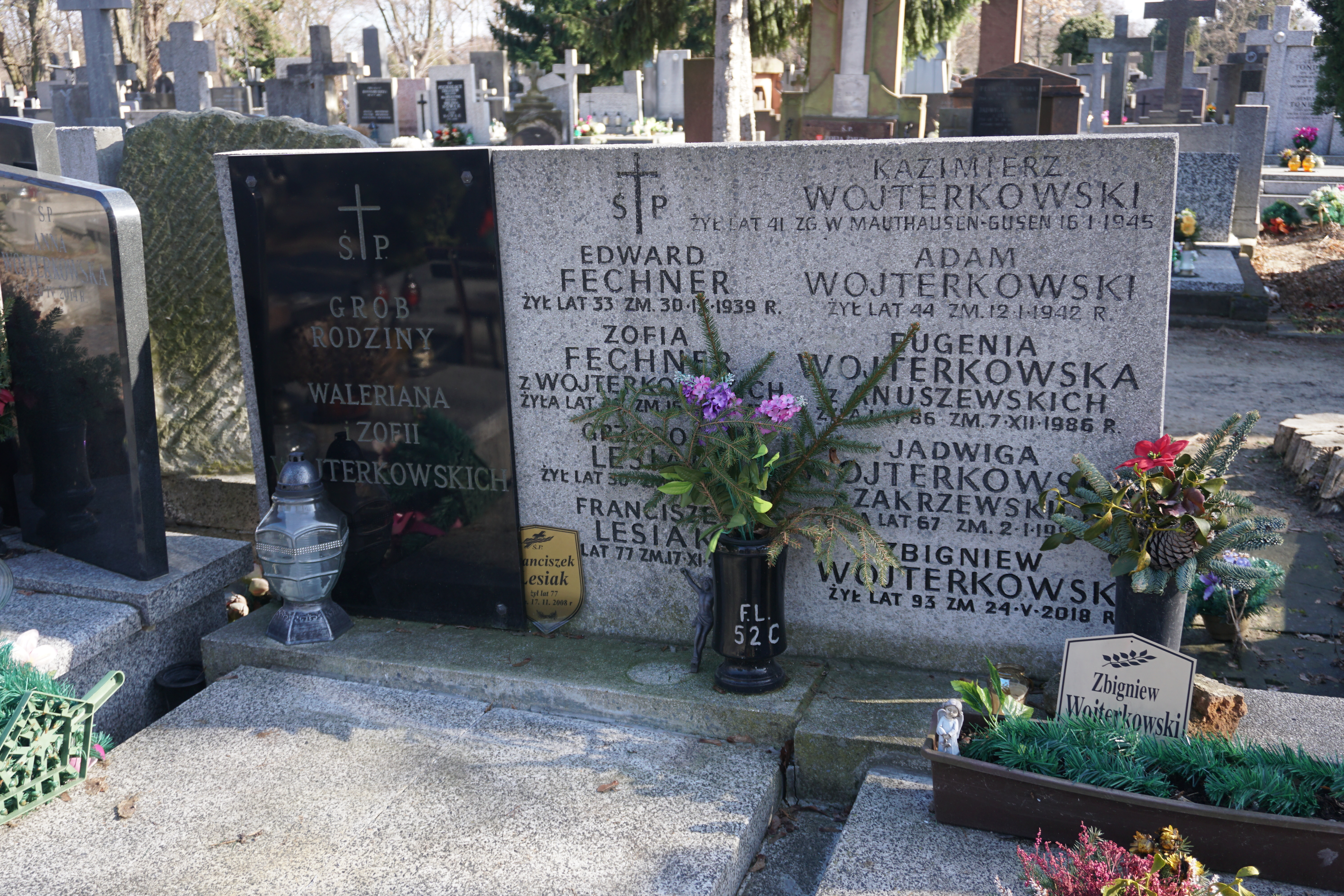
Grób Zbigniewa Wojterkowskiego na cmentarzu Bródnowskim

Zbigniew Wojterkowski ps. Sowa (ur. 10 kwietnia 1925, zm. 24 maja 2018) – polski urzędnik, żołnierz batalionu AK Miotła, a następnie „Czata 49”, powstaniec warszawski, wieloletni wiceprzewodniczący Komisji Planowania przy Radzie Ministrów (1972–1981), odznaczony Orderem Odrodzenia Polski.
Został pochowany na cmentarzu Bródnowskim (kwatera 52C-2-29).